# Roberto Caracciolo (artista)
Roberto Caracciolo (New York, 8 maggio 1960) è un artista italiano.

## Biografia
Si è formato all’United World College of the Atlantic, nel Galles, all’Istituto d’Arte di Urbino, e presso la New York Studio School.
Oltre a dedicarsi alla carriera artistica, lavora come assistente scenografo di Dante Ferretti dal 1982 al 1984.
Fin dal 1985 ha esposto le sue opere in Italia, Europa e Stati Uniti, in gallerie di grande prestigio come la Galleria Valeria Belvedere e la Grossetti Arte Contemporanea a Milano, la Galerie Blancpain Stepczynski di Ginevra, la André Emmerich Gallery e la Loretta Howard Gallery a New York.
Dal 1999 al 2013 è stato professore aggiunto alla New York University di Firenze. Dal 2007 insegna alla Temple University di Roma, dove collabora anche all’ MFA program. Dall’estate 2016 insegna alla John Cabot University di Roma e alla School of Visual Arts Program. Sempre a Roma è stato, dal 2007 al 2010, Arts Liaison all’American Academy dove, oltre a numerose iniziative, ha organizzato mostre e ha curato la personale di Betty Woodman nel 2010.

## Mostre

### Personali
- 2018 Something Quiet, Loretta Howard Gallery, New York
- 2017 Cercando Fiori Mai Vist, Intragallery, Napoli
- 2014 Prunus, UNU, Todi
- 2011 Seeing Red: a Decade of Work, Loretta Howard Gallery, New York
- 2009 Liberare il colore, Archivio Crispolti, Roma
- 2007 Sei Meditazioni, Limonaia di Villa La Pietra, Firenze
- 2006 Cogliere il respiro, Grossetti Arte Contemporanea, Milano
- 2006 Cogliere il respiro, Grossetti Arte Contemporanea, Milano
- 2006 Roma razionalista, AAM, Roma
- 2005 Totem - Il Canale, Venezia
- 2004 Galerie Blancpain Stepczynski, Genova
- 2004 Fenderesky Gallery, Belfast
- 2003 Galleria Plurima, Udine
- 2003 Grossetti Arte Contemporanea, Milano
- 2000 Galleria Corraini, Mantova
- 2000 Galleria Plurima, Udine
- 2000 Galerie Blancpain Stepczynski, Genova
- 1998 Galleria Valentina Moncada, con Ian Davenport, Roma
- 1998 Earl McGrath Gallery, New York
- 1997 Associazione Culturale Extra Moenia,con Seán Shanahan, Todi
- 1997 Galleria Valeria Belvedere, Milano
- 1996 Galleria Valeria Belvedere, Milano
- 1995 Gianluca Collica Contemporanea, Catania
- 1995 Galleria Corraini, Mantova
- 1995 Galleria Totem - Il Canale, Venezia
- 1995 Galerie Alessandro Vivas, Parigi
- 1994 Galleria I Maestri Incisori, Milano
- 1993 André Emmerich Gallery, New York
- 1993 Galleria Totem - Il Canale, Venezia
- 1992 Galleria Corraini, Mantova
- 1991 André Emmerich Gallery, New York
- 1991 Galleria Alberto Weber, Torino
- 1991 Galleria Valeria Belvedere, Milano
- 1990 Galleria Valeria Belvedere, Milano
- 1990 André Emmerich Gallery, New York
- 1989 Galleria MR, Roma
- 1989 Collages and Drawings by Roberto Caracciolo and Chuck Dugan, Janie C. Lee Gallery, Houston TX Galleria Corraini, Mantova
- 1988 Galleria Alberto Weber, Torino
- 1986 Galleria Alberto Weber, Torino

### Collettive
- 2017 Sette Opere per la Misericordia, Istituto Italiano di Cultura, Londra
- 2016 Sette Opere per la Misericordia IV Edizione, Pio Monte delle Misericordia, Napoli
- 2011 Una collezione che attraversa il tempo * 1958/* 2011, Grossetti Arte Contemporanea, Milano
- 2015 Winter Solstice/Little Sun, James Barron Art, Kent
- 2008 DiSegno Mentale Grossetti Arte Contemporanea, Milano
- 2007 32 Sentieri, Extra Moenia, Todi
- 2007 Unalineacontinua, Grossetti Arte Contemporanea, Milano
- 2006 Surprise, Grossetti Arte Contemporanea, Milano
- 2006 Grazie per una volta, Valentina Bonomo Arte Contemporanea, Roma
- 2005 XIV Quadriennale, Galleria Nazionale d’Arte Moderna, Roma
- 2005 On Paper, Galleria A.A.M., con Giancarlo Limoni, Roma
- 2004 Mutevoli Confini, Galleria Edieuropa, Roma
- 2004 Compendium, Barbara Behan Gallery, Londra
- 2004 Astrattamente, Grossetti Arte Contemporanea, Milano
- 2004 New Abstractions, Galerie Beukers, Rotterdam
- 2003 Le Figure Mancanti, Fondazione Palazzo Bricherasio, Torino
- 2003 GenerAzione, Grossetti Arte Contemporanea, Milano
- 2003 Triangolino, The Riverbank Arts Centre, Newbridge
- 2002 Sei, Galleria Corraini, Mantova
- 2002 Territori, Certosa di Pontignano, Siena
- 2002 New Works on Paper, Fenderesky Gallery, Belfast
- 2002 In anni vicini per differenze e affinità, Galleria Plurima, Udine
- 2000 Collettiva, Galleria Plurima, Udine
- 1999 Sulla pittura-Artisti italiani sotto i quaranta anni, Palazzo Sarcinelli, Conegliano
- 1998 Cercar carceri, Galleria Corraini, Mantova
- 1998 Summer Show, Earl McGrath Gallery, New York
- 1998 Pittura Aniconica, Galleria Comunale d’Arte Moderna, Bologna
- 1997 New York - New Generation, Palazzo della Penna, Perugia
- 1996 Consistenza della Pittura - 48 Edizione Premio Michetti, Francavilla al Mare
- 1995 Astrattamente, La Nuova Icona, Venezia
- 1995 Non Plus Ultra, Lorenzelli Arte, Milano
- 1994 Forma Italiana - Individualità, Galerie Vivas, Parigi
- 1994 Que Bien Resistes!, Galleria Comunale d'Arte Contemporanea, Arezzo
- 1994 Primordi, Triennale di Milano, Milano
- 1993 Just Art, 110 Greene St, New York
- 1993 Silent Echoes, TennisportArts, New York
- 1993 Classical Abstraction, Spratt Gallery, San Jose
- 1993 Group Exhibition, Jaffe BAker Blau Gallery, Boca Raton
- 1993 Geometric Abstraction, André Emmerich Gallery, New York
- 1992 Disegni, Galleria Valeria Belvedere, Milano
- 1992 Drawing in Black and White, André Emmerich Gallery, New York
- 1992 Figure della Geometria, Galleria AAM, Roma
- 1990 Caracciolo, Fonticoli, Longobardi, Van Zelm, Studio Gianni Caruso, Torino
- 1990 Paesaggio Occidentale, Galleria Corraini, Mantova
- 1990 Opera Nuova, Galleria Civica d'Arte Contemporanea, Termoli
- 1989 Premio Saatchi & Saatchi per Giovani Artisti, Palazzo delle Stelline, Milano
- 1989 Un Anno e Dintorni, Galleria Alberto Weber, Torino
- 1988 Jeune Ecole de Roma, Galerie Faris, Parigi
- 1988 Ucronia, Kunstverein, Ludwigshafen
- 1987 XXX Biennale - Città di Milano, Palazzo della Permanente, Milano
- 1986 Aria, San Miniato e Roma
- 1986 Artisti a Roma, American Academy in Rome, Roma
- 1986 Progetto Impossibile, Palazzo Braschi, Roma